# 统矢府
统矢府，中国古代的府。
大理国段氏置，又号姚府，为八府之一。治所在今云南省姚安县东。辖境约当今云南省姚安、大姚、永仁等县地。元宪宗七年（1257年）改为统矢千户所，至元十二年（1275年）改为姚州。 